# Грей (Луїзіана)
Грей (англ. Gray) — переписна місцевість (CDP) в США, в окрузі Террбонн штату Луїзіана. Населення — 5518 осіб (2020).

## Географія
Грей розташований за координатами 29°40′39″ пн. ш. 90°47′0″ зх. д. / 29.67750° пн. ш. 90.78333° зх. д. (29.677574, -90.783317).  За даними Бюро перепису населення США в 2010 році переписна місцевість мала площу 30,15 км², уся площа — суходіл.

## Демографія
Згідно з переписом 2010 року, у переписній місцевості мешкали 5584 особи в 1938 домогосподарствах у складі 1462 родин. Густота населення становила 185 осіб/км².  Було 2078 помешкань (69/км²).
Расовий склад населення:
| - 55,2 % — білих - 37,9 % — чорних або афроамериканців - 2,1 % — корінних американців - 1,0 % — азіатів - 1,3 % — осіб інших рас |

До двох чи більше рас належало 2,4 %. Частка іспаномовних становила 2,7 % від усіх жителів.
За віковим діапазоном населення розподілялося таким чином: 28,7 % — особи молодші 18 років, 62,6 % — особи у віці 18—64 років, 8,7 % — особи у віці 65 років та старші. Медіана віку мешканця становила 32,8 року. На 100 осіб жіночої статі у переписній місцевості припадало 95,2 чоловіків;  на 100 жінок у віці від 18 років та старших — 90,8 чоловіків також старших 18 років.
Середній дохід на одне домашнє господарство  становив 48 798 доларів США (медіана — 36 538), а середній дохід на одну сім'ю — 56 650 доларів (медіана — 42 888). Медіана доходів становила 46 328 доларів для чоловіків та 28 393 долари для жінок. За межею бідності перебувало 26,5 % осіб, у тому числі 39,3 % дітей у віці до 18 років та 1,5 % осіб у віці 65 років та старших.
Цивільне працевлаштоване населення становило 2281 особа. Основні галузі зайнятості: освіта, охорона здоров'я та соціальна допомога — 19,3 %, роздрібна торгівля — 14,6 %, транспорт — 13,0 %.